# Leopold 5. af Østrig
Leopold V af Østrig (født 1157, død 31. december 1194 efter styrt med hesten i Graz) var hertug af Østrig fra 1177-1194 og af Steiermark 1192-1194. Han var af slægten Babenberg. Han tilfangetog Richard 1. Løvehjerte i Wien, da denne var på vej hjem fra det tredje korstog. 